# Santos Reyes Yucuná
Santos Reyes Yucuná là một đô thị thuộc bang Oaxaca, México. Năm 2005, dân số của đô thị này là 1322 người.